# Schizo Deluxe
Albums de Annihilator
All for You
(2004) Metal
(2007)
Schizo Deluxe est le onzième album studio du groupe de Thrash metal Canadien Annihilator sorti le 8 novembre 2005.

## Liste des pistes
L'ensemble des pistes ont été composées par Jeff Waters, sauf indication contraire.
| No  | Titre                                           | Durée |
| --- | ----------------------------------------------- | ----- |
| 1.  | Maximum Satan                                   | 4:36  |
| 2.  | Drive                                           | 4:58  |
| 3.  | Warbird                                         | 4:41  |
| 4.  | Plasma Zombies                                  | 4:45  |
| 5.  | Invite It                                       | 4:57  |
| 6.  | Like Father, Like Gun                           | 4:19  |
| 7.  | Pride (Composée par Jeff Waters et Dave Padden) | 4:56  |
| 8.  | Too Far Gone                                    | 4:23  |
| 9.  | Clare                                           | 6:46  |
| 10. | Something Witchy                                | 5:22  |
| 11. | Weapon X (Piste bonus)                          | 3:32  |
| 12. | I Am in Command (Piste bonus)                   | 3:52  |
| 13. | Annihilator (Piste bonus)                       | 4:01  |

## Composition du groupe
- Jeff Waters - Guitares, basse et chant principal pour Too Far Gone
- Dave Padden - Chants
- Tony Chappelle - Batterie et chants additionnels sur Maximum Satan, Warbird, Like Father, Like Gun et Clare
- Sean Brophy - chants additionnels sur Maximum Satan, Warbird, Like Father, Like Gun et Clare
- Dan Beehler - chant hurlé sur Pride et chants additionnels sur Maximum Satan, Warbird, Like Father, Like Gun et Clare
- Verena Baumgardt - chants additionnels sur Invite It
- Kathy Waters - chants additionnels sur Invite It
- Altan Zia - voix sur Something Witchy